# Lepadichthys frenatus
Lepadichthys frenatus är en fiskart som beskrevs av Waite, 1904. Lepadichthys frenatus ingår i släktet Lepadichthys och familjen dubbelsugarfiskar. Inga underarter finns listade i Catalogue of Life.